# Chioninia
Chioninia ist eine neun Arten umfassende Gattung von standorttreuen, überwiegend bodenbewohnenden Skinken, die auf den Kapverdischen Inseln westlich des Senegal endemisch sind.

## Merkmale
Es sind ziemlich robuste Tiere, die gewöhnlich Kopf-Rumpf-Längen von 181 mm und ein Gewicht von 157 g erreichen. Nur der ausgestorbene Kapverdische Riesenskink (Chioninia coctei) fiel mit einer Kopf-Rumpf-Länge von 286 mm und einem Gewicht von 466 g aus dem Rahmen. Die Körper sind zylindrisch. Die gut entwickelten Füße haben fünf Zehen, sowohl an den Vorder- als auch an den Hintergliedmaßen. Die Schwänze sind mittelgroß. Die Zykloidschuppen sind von knöchernen Hautplatten unterlegt. Die Dorsalschuppen sind gekielt. Dorsal- und Ventralschuppen ähneln sich. Es gibt 26 bis 27 präsakrale Wirbel. Der Gaumenknochen ist in Kontakt mit dem Mediannerv. Die Gaumenkerbe, die das Flügelbein trennt, reicht nach vorne bis zwischen die Mitte der Augen. Die Gaumenzähne sind je nach Art vorhanden oder fehlen. Die Zähne sind relativ klein und pleurodont. Die dorsalen Kopfschilde sind meist flach und nahezu überlappend. Die Supranasale ist paarig. Die Vorstirnschilder und Frontoparietalschilder sind paarig oder verschmolzen. Die Nasale ist in einem einzigen Nasenloch durchbohrt. Die Ohröffnung ist relativ klein. Das Trommelfell befindet sich im mäßig tiefen Gehörgang.

## Arten und ihre Verbreitung
- † Chioninia coctei. Verbreitung: Ab dem 19. Jahrhundert nur noch von Ilhéu Branco und Ilhéu Raso bekannt.
- † Chioninia magna. Verbreitung: Maio und Bôa Vista. Diese Art wurde 2022 auf der Basis von subfossilen Material beschrieben. Der Aussterbezeitpunkt liegt zwischen dem 15. und 18. Jahrhundert.
- † Chioninia carranzai. Verbreitung: Santo Antâo. Diese Art wurde 2022 auf der Basis von subfossilen Material beschrieben. Das Aussterben wird für das späte 17. Jahrhundert vermutet.
- Chioninia delalandii. Verbreitung: Brava, Fogo, Santiago, Santa Maria, Ilhéu de Cima, Ilhéu Grande und Ilhéu Luis Carneiro. Eingeführt auf Maio, Boavista und São Vicente.
- Chioninia fogoensis. Verbreitung: Santo Antão, Fogo, São Nicolau. Eingeführt auf Madeira.
- Chioninia nicolauensis. Verbreitung: São Nicolau.
- Chioninia spinalis. Verbreitung: Sal, Boavista, Ilhéu de Curral Velho, Ilhéu de Sal Rei, Maio, Santiago, Santa Maria und Fogo.
- Chioninia stangeri. Verbreitung: São Vicente, Santa Luzia, Ilhéu Branco und Ilhéu Raso.
- Chioninia vaillantii. Verbreitung: Fogo, Santiago, Ilhéu de Cima.

Die 2002 von Patrick Mausfeld beschriebene Art Chioninia geisthardti ist ein Synonym von Chioninia fogoensis.

## Lebensraum und Lebensweise
Ihre Lebensweise ist wenig erforscht. Sie haben eine abwechslungsreiche Ernährung, die Insekten, Pflanzen, Fleisch und oft Aas enthält. Die meisten Arten sind tagaktiv, aber kathemerale Arten sind ebenfalls vertreten. Die Gattung kommt in niedrigen Höhenlagen vor und ist in sandigen, litoralen und von Menschen gestörten Habitaten, mit Ausnahme von Uferzonen, anzutreffen. Trotz des äquatorialen Tiefland-Habitats sind alle bekannten Arten lebendgebärend. Ihr Wurf von zwei Jungtieren ist die zweitniedrigste Gelegezahl bei den Skinken nach der Gattung Corucia. Die Lebenserwartung der Skinke ist etwa durchschnittlich, was bei der einzigen dokumentierten Art, dem Kapverdischen Riesenskink, 16 Jahre entspricht.

## Status
Die IUCN listet vier Arten als ungefährdet, eine als stark gefährdet, eine auf der Vorwarnliste sowie den Kapverdischen Riesenskink als ausgestorben.